# Prestwichia
Prestwichia is een geslacht van vliesvleugeligen uit de familie Trichogrammatidae. De wetenschappelijke naam van dit geslacht is voor het eerst geldig gepubliceerd in 1864 door Lubbock.

## Soorten
Het geslacht Prestwichia omvat de volgende soorten:
- Prestwichia aquatica Lubbock, 1864
- Prestwichia indica Jonathan & Julka, 1975
- Prestwichia multiciliata Lin, 1993
- Prestwichia nympha Hayat, 2009
- Prestwichia solitaria Ruschka, 1913
- Prestwichia zygopterorum (Tillyard, 1926)